# Gospel blues
Pour les articles homonymes, voir Gospel (homonymie).
Sous-genres
Pre-war gospel blues
Le gospel blues, ou holy blues, est un style de blues qui existe depuis l'origine du blues. Issu du gospel et des chants religieux, notamment évangéliques, le blues a toujours entretenu des liens étroits avec le gospel et le negro spiritual. 
Parmi les musiciens de gospel blues figurent Thomas A. Dorsey, Blind Willie Johnson et Sister Rosetta Tharpe. Il vient du negro spiritual d'après la conjoncture économique et la courbe du chômage qui va à l'encontre de la constitution de la planète. Il faut aussi préciser que Jackson est à l'origine de ce mouvement artistique. En 1932, deux formes de gospel blues émergent et deviennent acceptables dans les anciennes églises afro-américaines traditionnelles.

## Artistes représentatifs
Les artistes représentatifs du genre incluent : Thomas A. Dorsey (Georgia Tom), Blind Willie Johnson, Blind Roosvelt Graves, Sister Rosetta Tharpe, Danny Brooks, Reverend Gary Davis, Zora Young, The Blind Boys of Alabama, The Blind Boys of Mississippi, Reverend Dan Smith, Reverend Leon Pinson, et Elder Roma Wilson.